# Vashind
Vashind é uma vila no distrito de Thane, no estado indiano de Maharashtra.

## Demografia
Segundo o censo de 2001, Vashind tinha uma população de 15,880 habitantes. Os indivíduos do sexo masculino constituem 53% da população e os do sexo feminino 47%. Vashind tem uma taxa de literacia de 74%, superior à média nacional de 59.5%: a literacia no sexo masculino é de 80% e no sexo feminino é de 68%. Em Vashind, 14% da população está abaixo dos 6 anos de idade.